# Aubigny-lès-Sombernon
Aubigny-lès-Sombernon är en kommun i departementet Côte-d'Or i regionen Bourgogne-Franche-Comté i östra Frankrike. Kommunen ligger i kantonen Sombernon som tillhör arrondissementet Dijon. År 2022 hade Aubigny-lès-Sombernon 170 invånare.

## Befolkningsutveckling
Antalet invånare i kommunen Aubigny-lès-Sombernon
Referens:INSEE